# Josef Ladislav Píč
Josef Ladislav Píč (Mšeno, 1847. január 19. – Prága, 1911. december 19.) cseh történészprofesszor és a modern csehországi régészet társalapító atyja. Rendes tagja volt a Cseh Ferenc József Akadémiának, a moszkvai Cári Régészeti Bizottságnak, az Odesszai Cári Történeti és Régészeti Társaságnak, a Rjazanyi Tudományos Régészeti Bizottságnak, valamint a koppenhágai Északi Régészeti Királyi Társaságának is. Ezen kívül külföldi-, levelező- és tiszteletbeli tagja volt további számos régészeti intézménynek.

## Élete
Apja molnár volt. Tanulmányait a helyi iskolában kezdte, majd a Česká Lípai gimnáziumban folytatta. Végül történelem és földrajz szakon végzett a Károly-Ferdinánd Egyetemen, ahol Václav Vladivoj Tomeknél tanult. Ezek után 1872-től kilenc évig a Mladá Boleslavi, 1882-ben pedig az egyik prágai gimnáziumban oktatott.
1883-ban docenssé, 1905-ben pedig osztrák és szláv történelmek professzorává nevezik ki a Károly Egyetem Bölcsészkarán. 1887-től a Památky archeologické szakfolyóirat szerkesztője. A mai Cseh Nemzeti Múzeum elődjénél a prehisztorikus gyűjtemény őre, valamint a régészeti testület vezető egyénisége lett. 1893-tól a Nemzeti Múzeum prehisztorikus részlegének első vezetője, ahol kitűnő kiállítást szervezett Csehország őskoráról. 1895-től az Akadémia régészeti bizottságának vezetője. 1906-tól a Károly Egyetem rendes professzora, 1907-ben azonban nyugdíjazták.
Nemzeti érzelmű barátai (“Píčova družina“) segítették őskori régészeti kutatásaiban többek közt Bylanyban, Dobřichov-Pičhorán, Dobřichov-Třebickán, Platěnicén, Stradonicén stb. melyekről alapos leírásokban számolt be. A gyűjteménybe való rendezéshez az ismereteit külföldi tanulmányútjain szerezte meg.
1899 és 1909 között a Starožitnosti země české sorozatából 6 kötet jelent meg, melyek közül egyes részeit több nyelvre lefordították. Az utolsó rész egyben az első régészeti összefoglalása a kora középkori Csehország történetének.
Több nézete és periodizációs törekvései az egyetemi iskola (Lubor Niederle és mások) ellenállásába ütközött, mely alapján elkülönült az ő ún. múzeumi iskolája. Ezen vitái, valamint két középkori kézirat eredetisége körül kialakult éles vita, melyben több személyes támadás is érte, lelkileg annyira kimerítették, hogy önként vetett véget életének.
Munkásságának megkésett elismerését azonban mi sem bizonyítja jobban, hogy a cseh régészek közül egyedüliként a prágai vyšehradi temető panteonjában a Slavínban helyezték örök nyugalomra.

## Válogatás műveiből
- 1889 Dějiny národa ruského
- 1893 Archaeologický výzkum ve středních Čechách
- 1899 SZČ I – Čechy předhistorické 1 Pokolení skrčených koster
- 1900 SZČ I – Čechy předhistorické 2 Pokolení kamenných mohyl
- 1902 SZČ II – Čechy na úsvitě dějin 1 Kostrové hroby s kulturou marnskou čili laténskou a Bojové v Čechách
- 1903 SZČ II – Čechy na úsvitě dějin 2 Hradiště u Stradonic (u Berouna) jako historické Marobudum
- 1905 SZČ II – Čechy na úsvitě dějin 3 Žárové hroby v Čechách a příchod Čechů
- 1906 SZČ III – Čechy za doby knížecí 2 Le Hradischt de Stradonitz en Bohême (fr)
- 1907 SZČ III – Čechy za doby knížecí 3 Die Urnengräber Böhmens (de)
- 1908 Přehled české archeologie
- 1909 SZČ III – Čechy za doby knížecí 1 Část archaeologická

## Külső hivatkozások
- Boiohaemum folyóiratban
- Seznam internetes enciklopédiában[halott link]
- Vepřek honlapján